# ゴマフエダイ
ゴマフエダイ（胡麻笛鯛、Lutjanus argentimaculatus ）は、スズキ目フエダイ科に分類される魚の一種。別名、ゴマタルミ、カースビ。

## 分布
北端は南西諸島から南端はオーストラリア、アフリカ大陸東岸からサモア・キリバス（ライン諸島）にかけてのインド洋・西太平洋

## 形態
成魚は全長70cmほど。各鱗の中心に黒っぽい点があり、胴に黒い点が並んでいるように見える。標準和名は、この斑点をゴマを散らした様子に見立てている。
成魚の体色は緑褐色で、鰭や腹部は赤みを帯びるが、水揚げされると全身が赤黒くなる。頬には光沢のある水色の縦線が1-2本入るが、これは大型個体では消えることがある。若魚は濃い緑褐色の地に白っぽい横縞が6-14本入り、背鰭前半と腹鰭が鮮やかな橙色をしている。

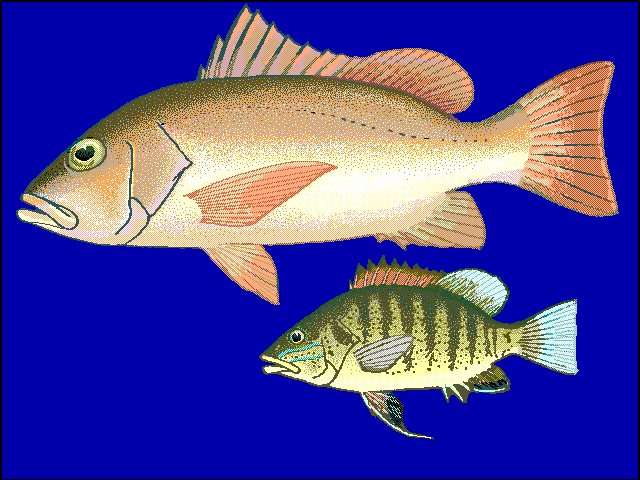
ゴマフエダイの成魚（上）と若魚（下）。成長すると体色が変化する

## 生態
熱帯・亜熱帯海域に広く分布する。地中海でも記録されており、これはスエズ運河を通って侵入したとみられる。日本では本州中部以南で見られるが、九州南部や南西諸島で個体数が多い。
大型個体は沿岸の岩礁・サンゴ礁域に生息するが、全長50cmほどまでは河口や内湾の汽水域に生息する。高水温時には全長数cm-20cmくらいの幼魚が純淡水域まで進入する。"Mangrove red snapper"、"River snapper"などの英名も、河川やマングローブに生息する習性に因む。ある程度成長すると純淡水域まで入らず、河口付近の物陰で数匹ほどの小さな群れを作って生活する。
汽水域に入るフエダイ類は、南西諸島ではゴマフエダイの他にもナミフエダイ、オキフエダイ、クロホシフエダイ、ニセクロホシフエダイなどが知られる。この中で純淡水域まで入るのはゴマフエダイのみである。ウラウチフエダイはゴマフエダイよりもさらに上流まで入るが、分布地が限られる。
食性は肉食性で、小魚・甲殻類・昆虫類・多毛類・頭足類など小動物を幅広く捕食する。また好奇心が強く、水中では人間に接近してくることもある。

## 人間との関係
地方名としてアカシビ（宮崎）アカシュビ、アカウオ、アオマツ、セボラ（鹿児島）、カースビ（沖縄）などがある。
釣り・刺し網・定置網などの沿岸漁業で漁獲される。南西諸島では、河口や内湾での釣りでミナミクロダイなどと混獲される。身は白身で、塩焼きや煮付けなどで食べられる。ただし老成魚ではシガテラ中毒の報告もあるので注意を要する（札幌市中央卸売市場などでは販売自粛）。